# Sint-Petrus en Pauluskerk (Wommelgem)

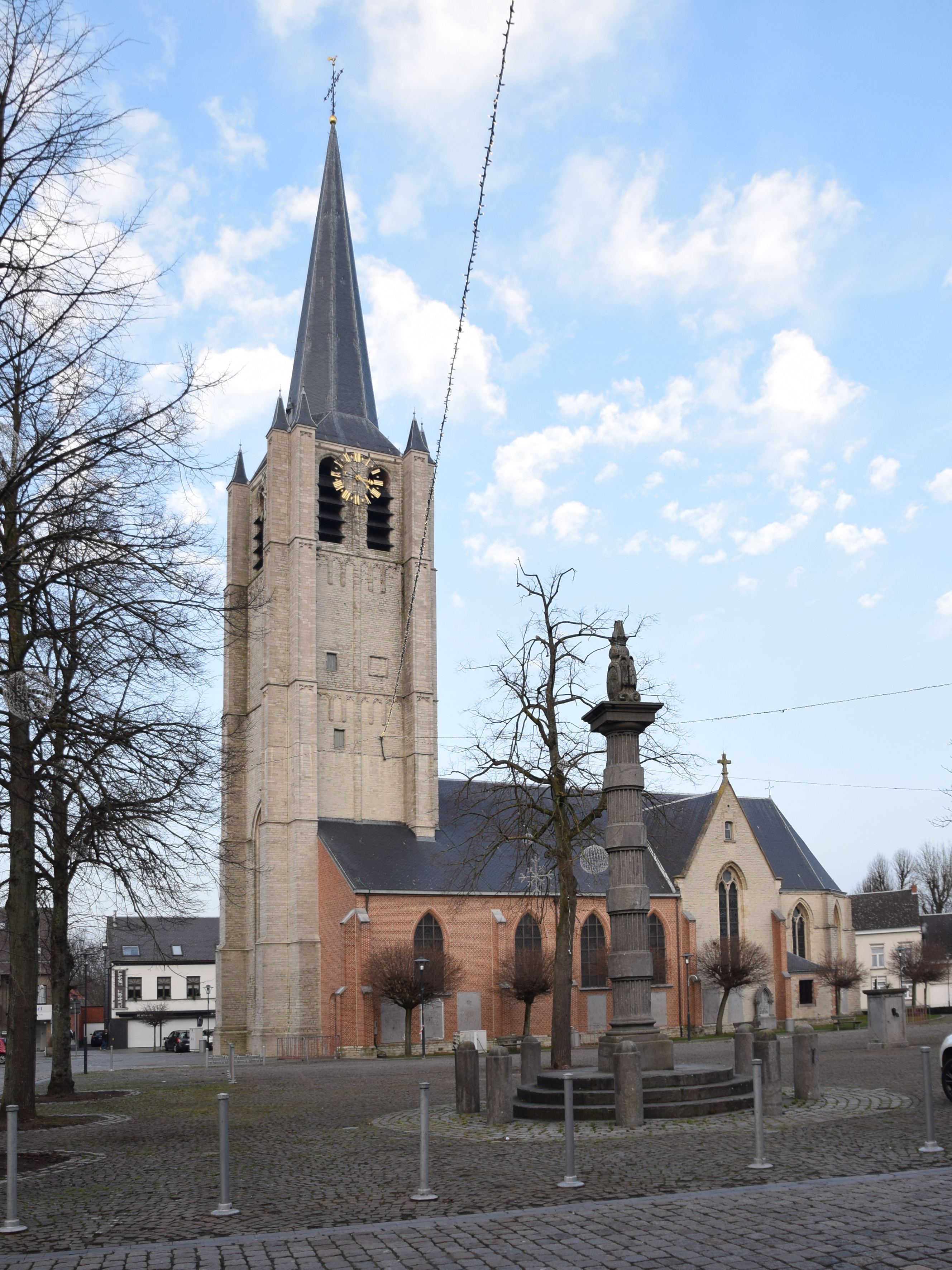
Sint-Petrus en Pauluskerk, met schandpaal op de voorgrond

De Sint-Petrus en Pauluskerk is de parochiekerk van de Antwerpse plaats Wommelgem. gelegen aan de Kerkplaats.

## Geschiedenis
De eerste kerk stamt waarschijnlijk uit de 11e of 12e eeuw. Uit de 12e eeuw stamt het laatromaanse sacristieportaal. In 1589 brandde de kerk van Wommelgem af, maar het transept (van 1431) bleef bewaard. Ook het koor is oud en kan teruggaan tot de eerste helft van de 14e eeuw. De toren is van omstreeks 1600.
In 1732 werd de kerk vergroot en in 1761 werd de toren gerestaureerd. In 1843-1844 werden, naar ontwerp van Ferdinand Berckmans, de zijbeuken verbreed en verlengd.

## Gebouw
Het betreft een driebeukige pseudobasiliek met ingebouwde westtoren op vierkante plattegrond, welke in zandsteen is opgetrokken en vijf geledingen telt. Ook het transept is in zandsteen uitgevoerd, terwijl het schip in baksteen werd gebouwd. Het zandstenen koor is driezijdig afgesloten.

## Interieur
Schilderijen zijn: Bewening van Jezus, toegeschreven aan Pieter van Hoek (17e eeuw). Jezus overhandigt Petrus de sleutels is een altaarstuk van 1690. De Aanbidding der koningen is van de Vlaamse School.
Naast een 16e eeuwse calvarie zijn er beelden van Sint-Antonius Abt en Sint-Rochus (1e helft van de 16e eeuw), Sint-Ambrosius en Sint-Eligius uit de tweede helft van de 17e eeuw of begin 18e eeuw.
Het kerkmeubilair is 17e- en 18e-eeuws en uitgevoerd in barokstijl en omvat een houten lambrisering met ingebouwde biechtstoelen.